# Pardosa qionghuai
Pardosa qionghuai är en spindelart som beskrevs av Yin et al. 1995. Pardosa qionghuai ingår i släktet Pardosa och familjen vargspindlar. Inga underarter finns listade i Catalogue of Life.